# Noiseau
Noiseau är en kommun i departementet Val-de-Marne i regionen Île-de-France i norra Frankrike. Kommunen ligger i kantonen Ormesson-sur-Marne som tillhör arrondissementet Nogent-sur-Marne. År 2022 hade Noiseau 4 619 invånare.

## Befolkningsutveckling
Antalet invånare i kommunen Noiseau
| Referens: INSEE |